# Общество белорусского языка имени Франциска Скорины
Общество белорусского языка имени Франциска Скорины (ТБМ) (бел. Таварыства беларускай мовы імя Францішка Скарыны) — белорусское общественное объединение, занимавшееся культурно-просветительской деятельностью в сфере сохранения, возрождения и популяризации белорусского языка и белорусской национальной культуры. Ликвидировано решением Верховного Суда Республики Беларусь 8 ноября 2021 года.
ТБМ имело статус республиканского общественного объединения, действующего на всей территории страны через свои организационные структуры в соответствии с Конституцией Республики Беларусь, Законом Республики Беларусь «Об общественных объединениях», Законом «О языках в Республике Беларусь», другими положениями действующего законодательства и Уставом товарищества.
Инициаторами создания ТБМ в 1989 году стали Союз белорусских писателей, Министерство образования, Министерство культуры, Институт языковедения им. Я. Коласа НАН Беларуси, Институт литературы им. Я. Купалы НАН Беларуси, Белорусский фонд культуры, Государственный комитет по печати, Товарищество «Радзіма» («Родина»), Белорусское общество дружбы и культурной связи с зарубежными странами, Национальная государственная телерадиокомпания Республики Беларусь.
Членами «ТБМ» основано несколько региональных (и зарубежных) белорусскоязычных изданий:
1. В 1990 году основана газета «Наша слова» («Наше слово»), к 02.02.2011 из печати вышел тысячный номер этого еженедельника[3].
2. В 1991 году председатель Поставского районного совета ТБМ Михаил Гиль (Міхась Гіль) основал белорусскоязычную газету «Сумежжа» («Пограничье»).
3. В 1995 году усилиями ячейки ТБМ в Латвии начато издание белорусскоязычной газеты «Прамень» («Луч»).
4. В ноябре 1997 года вышел из печати первый номер вестника «Матчын дар» («Материнский дар») Костюковичской районной организации ТБМ.
5. В августе 1999 года увидел свет первый номер информационно-публицистического бюллетеня Бешенковичской ячейки ТБМ «Кардон» («Кордон»).
6. 25 марта 2002 года зарегистрирована газета Минской городской организации ТБМ «Новы Час» («Новое время»). Первый номер газеты вышел 28 августа 2002 года.

Общество регулярно проводило кампании по белорусизации общественной жизни: требовало введения объявлений на белорусском языке в общественном транспорте, призывало производителей подавать сведения на упаковке товаров на белорусском языке, требовало расширения сферы деловой переписки на белорусском языке. При согласии организаций выполнить указанные требования, ТБМ на безвозмездной основе оказывает услуги по переводу с русского на белорусский язык необходимых объявлений, этикеток и прочей информации.
Ситуация, когда на белорусских телеканалах редко употребляется белорусский язык (большая часть информации подаётся на русском языке: абсолютное большинство сериалов и художественных фильмов озвучено или дублировано на русском языке), заставила ТБМ 3 мая 2009 года заявить о начале сбора подписей с сентября 2009 года за создание полностью белорусскоязычного государственного телеканала. По словам председателя ТБМ, в начале апреля 2009 года он обратился к руководителю Администрации президента Республики Беларусь Владимиру Макею с просьбой создать белорусскоязычный государственный телеканал, поскольку отсутствие такого канала лишает граждан целостного информационного пространства на родном языке. Данное обращение было переадресовано в Министерство информации, откуда пришёл ответ от 24 апреля, подписанный министром Владимиром Русакевичем. Властями было заявлено, что создание нового канала на базе одного из действующих «неизбежно приведёт к изменениям на информационном поле страны, а также станет причиной немалых финансовых издержек». ТБМ не согласно с такой позицией, поскольку белорусскоязычный телеканал также будет иметь свою концепцию и свою аудиторию.
В целом, ТБМ выступало последовательным защитником среднего и высшего образования на белорусском языке.
14 февраля 1996 года на заседании Гродненского совета ТБМ в рамках городской организации создано общественное объединение ТБВШ — Общество белорусской высшей школы («Таварыства беларускай вышэйшай школы»), — имеющее своей целью укрепление дела белорусскоязычного обучения в ВУЗах. Председателем избран профессор Алесь Островский.
В 2011 году ТБМ предложило государству объявить общенациональную подписку на собрание сочинений писателя Владимира Короткевича под девизом «Читаем вместе Владимира Короткевича» к 90-летию писателя. Власти Беларуси поддержали эту инициативу, пообещав организовать издание собрания произведений Владимира Короткевича в 25 томах.
Выполняя просветительские функции, ТБМ способствует и созданию программных продуктов на белорусском языке. В частности, 14 мая 2004 года в центре белорусской культуры и языка МГЛУ состоялась презентация первой в Республике Беларусь профессиональной программы проверки орфографии «Літара 1.0» («Буква 1.0»). Этот продукт — результат работы коллектива ученых, языковедов и практиков. Идея создания программы принадлежит заместителю председателя ТБМ — Сергею Крючкову. Техническая реализация — научный сотрудник Института электроники НАН Беларуси, Фёдор Пискунов.
12 сентября 1999 года начала свою деятельность библиотека Книжного клуба ТБМ.
Действующий председатель общества — Олег Трусов, заместитель председателя — Елена Анисим.
В 2016 году ТБМ приняло участие в парламентских выборах, в результате которых депутатский мандат получила заместитель председателя общества Елена Анисим.
С марта 2018 Обществом белорусского языка начато формирование Национального университета имени Нила Гилевича. Если новому вузу удалось бы получить лицензию от Минобразования до 1 сентября, то с осени 2018 года там организовали бы подготовительное отделение для будущих студентов, а с 2019 года объявили бы первый полноценный набор. Планировалось, что новый университет будет вести обучение на трёх факультетах — гуманитарном; филологии, иностранных языков и перевода, а также на факультете культурологии и искусств
После президентских выборов 2020 года и последовавших за ними акций протеста у ТБМ начались серьёзные проблемы с властями. 14 июля 2021 года в организации прошёл обыск, она получила два письменных предупреждения, которые не смогла своевременно оспорить; 8 ноября Верховный суд Республики Беларусь удовлетворил иск Министерства юстиции о ликвидации ТБМ.